# Scaptomyza waialealeae
Scaptomyza waialealeae är en tvåvingeart som beskrevs av Hardy 1965. Scaptomyza waialealeae ingår i släktet Scaptomyza och familjen daggflugor. Inga underarter finns listade i Catalogue of Life.